# 134040 Beaubierhaus
134040 Beaubierhaus este o planetă minoră (asteroid) din centura de asteroizi. A fost descoperită pe 2 decembrie 2004 la Catalina Station⁠(d) de Catalina Sky Survey. 
Obiectul prezintă o orbită caracterizată de o semiaxă mare de 2,6967964516573 UAi, o excentricitate de 0,14, o înclinație de 12,3 ° în raport cu ecliptica.